# Masao Nozava
Masao Nozava (japonsko 野澤 正雄), japonski nogometaš, * Hirošima, Japonska.
Za japonsko reprezentanco je odigral dve uradni tekmi.